# شتایسلینگن
شتایسلینگن (به آلمانی: Steißlingen) یک شهر در آلمان است که در کونشتانتس واقع شده‌است. شتایسلینگن ۴٬۵۹۳ نفر جمعیت دارد.